# V391 Пегаса b
V391 Пегаса b (HS 2201+2610 b) — экзопланета, обращающаяся вокруг белого карлика V391 Пегаса.
Открыта методом тайминга звёздных пульсаций в 2007 году.
Современный температурный режим экзопланеты близок к температурному режиму Меркурия. Однако раньше, на стадии красного гиганта, радиус V391 Пегаса мог достигать ~0,7 а. е., масса звезды была больше, радиус орбиты — меньше, так что планета «скребла» по поверхности раздувшейся звезды. Такая же судьба ждёт и Землю через 5 миллиардов лет, когда Солнце сойдёт с главной последовательности и превратится в красный гигант.